# Boaedon
Boaedon – rodzaj węży z rodziny Lamprophiidae.

## Rozmieszczenie geograficzne
Rodzaj obejmuje gatunki występujące w Afryce (Maroko, Sahara Zachodnia, Mauretania, Mali, Senegal, Gambia, Gwinea Bissau, Gwinea, Sierra Leone, Liberia, Wybrzeże Kości Słoniowej, Ghana, Burkina Faso, Togo, Benin, Niger, Nigeria, Kamerun, Gwinea Równikowa, Czad, Republika Środkowoafrykańska, Sudan Południowy, Erytrea, Etiopia, Dżibuti, Somalia, Kenia, Uganda, Demokratyczna Republika Konga, Kongo, Gabon, Wyspy Świętego Tomasza i Książęca, Angola, Rwanda, Burundi, Tanzania, Zambia, Mozambik, Zimbabwe, Botswana, Eswatini i Południowa Afryka) i w Azji (Jemen).

## Systematyka
Rodzaj zdefiniował w 1854 roku zespół francuskich zoologów – André Marie Constant Duméril, Gabriel Bibron i Auguste Duméril – w publikacji własnego autorstwa zatytułowanej Herpetologia ogólna, czyli kompletna historia naturalna gadów. Gatunkiem typowym jest (późniejsze oznaczenie) B. lineatus.

### Etymologia
- Boaedon (Boodon): łac. boa ‘rodzaj dużego, wodnego węża’ wymienionego przez Pliniusza w jego Naturalis historia[8]; gr. οδους odous, οδοντος odontos ‘ząb’[9].
- Holuropholis: gr. ὁλος holos ‘kompletny, cały’; ουρα oura „ogon”; φολις pholis, φολιδος pholidos ‘rogowa łuska’[2]. Gatunek typowy (późniejsze oznaczenie): Holuropholis olivaceus Duméril, 1856.
- Catapherodon: gr. καταφερω katapherō ‘znieść, sprawdzić’[10]; οδους odous, οδοντος odontos ‘ząb’[9]. Gatunek typowy: Boaedon unicolor Duméril, Bibron & Duméril, 1854 (= Lycodon fuliginosus Boie, 1827).
- Theleus: gr. θηλη thēlē ‘sutek, brodawka’[11]. Gatunek typowy (oryginalne oznaczenie): Coelopeltis virgata Hallowell, 1854.

### Podział systematyczny
Do rodzaju należą następujące gatunki:

- Boaedon angolensis (Bocage, 1895)
- Boaedon arabicus Parker, 1930
- Boaedon bedriagae Boulenger, 1906
- Boaedon bocagei Hallermann, Ceríaco, Schmitz, Ernst, Conradie, Verburgt, Marques & Bauer, 2020
- Boaedon branchi Hallermann, Ceríaco, Schmitz, Ernst, Conradie, Verburgt, Marques & Bauer, 2020
- Boaedon broadleyi Hallermann & Hawlitschek, 2025
- Boaedon capensis Duméril, Bibron & Duméril, 1854
- Boaedon fradei Hallermann, Ceríaco, Schmitz, Ernst, Conradie, Verburgt, Marques & Bauer, 2020
- Boaedon fuliginosus (Boie, 1827) – wąż mahoniowy
- Boaedon geometricus (Schlegel, 1837)
- Boaedon lineatus Duméril, Bibron & Duméril, 1854
- Boaedon littoralis Trape & Mediannikov, 2016
- Boaedon longilineatus Trape & Mediannikov, 2016
- Boaedon maculatus Parker, 1932
- Boaedon mendesi Ceríaco, Arellano, Jadin, Marques, Parrinha & Hallermann, 2021
- Boaedon mentalis (Günther, 1888)
- Boaedon montanus Trape, Mediannikov, Hinkel & Hinkel, 2022
- Boaedon olivaceus (Duméril, 1856)
- Boaedon paralineatus Trape & Mediannikov, 2016
- Boaedon perisilvestris Trape & Mediannikov, 2016
- Boaedon radfordi Greenbaum, Portillo, Jackson & Kusamba, 2015
- Boaedon subflavus Trape & Mediannikov, 2016
- Boaedon subniger Hallermann & Hawlitschek, 2025
- Boaedon subtaeniatus Laurent, 1954
- Boaedon upembae (Laurent, 1954)
- Boaedon variegatus (Bocage, 1867)
- Boaedon virgatus (Hallowell, 1854)